# Clarmont
Clarmont ist eine politische Gemeinde im Distrikt Morges des Kantons Waadt in der Schweiz.

## Geographie
Clarmont liegt auf 525 m ü. M., 5,5 km nordwestlich der Bezirkshauptstadt Morges (Luftlinie). Das Bauerndorf erstreckt sich auf einer kleinen Verebnungsfläche an einem nach Süden geneigten Hang westlich des Tals der Morges, in aussichtsreicher Lage rund 130 m über dem Seespiegel des Genfersees.
Die Fläche des nur gerade 1,0 km² grossen Gemeindegebiets umfasst einen Abschnitt des Waadtländer Mittellandes im Hinterland von Morges. Der Gemeindeboden erstreckt sich am westlichen Talhang der Morges und reicht im Norden bis zum Wald Bois des Crêts. Unterhalb von En Lèvremont, einer zu Apples gehörenden Siedlung, wird mit 580 m ü. M. der höchste Punkt von Clarmont erreicht. Die östliche Begrenzung bildet der Bachlauf der Morges. Von der Gemeindefläche entfielen 1997 9 % auf Siedlungen, 12 % auf Wald und Gehölze und 79 % auf Landwirtschaft.
Nachbargemeinden von Clarmont sind Hautemorges, Vaux-sur-Morges und Echichens.

## Bevölkerung
Mit 220 Einwohnern (Stand 31. Dezember 2023) gehört Clarmont zu den kleinsten Gemeinden des Kantons Waadt. Von den Bewohnern sind 87,3 % französischsprachig, 4,9 % deutschsprachig und 2,1 % italienischsprachig (Stand 2000). Die Bevölkerungszahl von Clarmont belief sich 1850 auf 145 Einwohner, 1900 auf 129 Einwohner. Nachdem die Bevölkerung bis 1960 auf 89 Einwohner abgenommen hatte, wurde seither wieder eine Bevölkerungszunahme verzeichnet. Der 1976 verabschiedete Zonenplan  schränkt den Neubau von Häusern stark ein.

## Wirtschaft
Clarmont war bis in die zweite Hälfte des 20. Jahrhunderts ein vorwiegend durch die Landwirtschaft geprägtes Dorf. Noch heute hat der Ackerbau neben etwas Weinbau eine wichtige Bedeutung in der Erwerbsstruktur der Bevölkerung. Nur wenige Arbeitsplätze sind im lokalen Kleingewerbe und im Dienstleistungssektor vorhanden. In den letzten Jahrzehnten hat sich das Dorf immer mehr zu einer Wohngemeinde entwickelt. Viele Erwerbstätige sind deshalb Wegpendler, die vor allem in Morges und Lausanne arbeiten.

## Verkehr
Die Gemeinde ist verkehrstechnisch recht gut erschlossen. Sie liegt an der Hauptstrasse von Aubonne nach Cossonay. Durch den Postautokurs, der von Morges nach Apples verkehrt, ist Clarmont an das Netz des öffentlichen Verkehrs angebunden.

## Geschichte
Die erste urkundliche Erwähnung des Ortes erfolgte 1204 unter dem Namen Claromonte. Der Ortsname geht auf die lateinischen Wörter clarus (hell) und mons (Berg) zurück. Seit dem Mittelalter gehörte Clarmont zur Herrschaft Vufflens-le-Château. Mit der Eroberung der Waadt durch Bern im Jahr 1536 kam das Dorf unter die Verwaltung der Kastlanei Vullierens in der Vogtei Morges. Nach dem Zusammenbruch des Ancien Régime gehörte Clarmont von 1798 bis 1803 während der Helvetik zum Kanton Léman, der anschliessend mit der Inkraftsetzung der Mediationsverfassung im Kanton Waadt aufging. 1798 wurde es dem Bezirk Morges zugeteilt. Clarmont besitzt keine eigene Kirche, es gehört zur Pfarrei Colombier.